# Авриње Вире
Авриње Вире (фр. Avrigney-Virey) насеље је и општина у источној Француској у региону Франш-Конте, у департману Горња Саона која припада префектури Везул.
По подацима из 2011. године у општини је живело 403 становника, а густина насељености је износила 18,07 становника/km². Општина се простире на површини од 22,3 km². Налази се на средњој надморској висини од 270 метара (максималној 355 m, а минималној 230 m).

## Демографија
| 1962. | 1968. | 1975. | 1982. | 1990. | 1999. | 2011. |
| ----- | ----- | ----- | ----- | ----- | ----- | ----- |
| 242   | 275   | 293   | 306   | 299   | 332   | 403   |

График промене броја становника у току последњих година